# Coupe européenne masculine de handball 2022-2023
Navigation
2021-2022 2023-2024
La saison 2022-2023 de la Coupe européenne masculine de handball est la 3e édition de la compétition sous ce nom et ce format. Elle fait suite à la Coupe Challenge et constitue en ce sens la 30e édition de la compétition organisée par l'EHF.

## Présentation

### Formule
Du premier tour à la finale, elle se déroule en matchs aller-retour à élimination directe. Jusqu'aux quarts de finale inclus, les adversaires peuvent convenir de disputer les deux matchs au même endroit lors du même week-end.
Pour chaque double confrontation, l'équipe qui a marqué le plus de buts sur la somme des deux matchs est qualifiée pour le tour suivant. En cas d'égalité, c'est l'équipe qui a marqué le plus de buts lors du match à l'extérieur. Si les équipes sont encore à égalité, elles disputent une séance de tirs au but.
Pour chaque tour, des qualifications jusqu'au huitièmes de finale, l'EHF fixe des têtes de série avant le tirage au sort. En revanche, à chaque tour, deux clubs d'un même pays peuvent se rencontrer.

### Calendrier
| Tour                | Tirage           | Aller                             | Retour                            | Nombre de participants |
| ------------------- | ---------------- | --------------------------------- | --------------------------------- | ---------------------- |
| Premier tour        | 19 juillet 2022  | 10 septembre et 11 septembre 2022 | 17 septembre et 18 septembre 2022 | 26                     |
| Deuxième tour       | 6 septembre 2022 | 29 octobre et 30 octobre 2022     | 5 novembre et 6 novembre 2022     | 64                     |
| Troisième tour      | 8 novembre 2022  | 3 décembre et 4 décembre 2022     | 10 décembre et 11 décembre 2022   | 32                     |
| Huitièmes de finale | 13 décembre 2022 | 11 février et 12 février 2023     | 18 février et 19 février 2023     | 16                     |
| Quarts de finale    | 21 février 2023  | 18 mars et 19 mars 2023           | 25 mars et 26 mars 2023           | 8                      |
| Demi-finales        | 21 février 2023  | 15 avril et 16 avril 2023         | 22 avril et 23 avril 2023         | 4                      |
| Finale              |                  |                                   |                                   | 2                      |

### Participants
La liste des participants a été officialisée par l'EHF le 12 juillet 2022 :
| Nærbø IL                | MRK Sesvete           | Olympiakos Le Pirée         | Alingsås HK           |
| ØIF Arendal (en)        | HC Baník Karviná      | Gorenje Velenje             | KA Akureyri           |
| Anorthosis Famagouste   | Handball Esch         | Pfadi Winterthur            | Beşiktaş JK           |
| Põlva Serviti           | MŠK Považská Bystrica | Hapoel Ashdod               | UHK Krems             |
| HC Donbass Donetsk      | RK Borac Banja Luka   | ZRHK Tenax Dobele           | VHC Šviesa            |
| KH Besa Famgas          | Vojvodina Novi Sad    | BK-46 Karis                 | ASD Conversano        |
| HV KRAS/Volendam        | H71 Tórshavn          | Lokomotiv Gorna Oryahovitsa | HC Bakou              |
| HC Visé BM              | RK Lovćen Cetinje     | HRK Gorica                  | AEK Athènes           |
| Runar Sandefjord        | Talent MAT Plzeň      | RD Ribnica                  | Haukar Hafnarfjörður  |
| Parnassos Strovolou     | Red Boys Differdange  | Wacker Thoune               | Beykoz Belediyesi GSK |
| Viljandi HC             | HC Ramat HaSharon     | Bregenz Handball            | RK Sloboda Tuzla      |
| Granitas Kaunas         | KH Rahoveci           | Partizan Belgrade           | Helsinki IFK          |
| Pallamano Junior Fasano | Limburg Lions         | PAOK                        |                       |

| HC Zubří            | ÍB Vestmannaeyja     | APOEL                 | HC Berchem             |
| Spor Toto SK        | HC Tallinn           | Maccabi Rishon LeZion | HC Fivers Margareten   |
| RK Izviđač Ljubuški | HC Klaipėda Dragūnas | KH Kastrioti          | RK Radnički Kragujevac |
| Handball Sassari    | JMS Hurry-Up         | AESH Pylaia           | TJ Sokol Nové Veselí   |
| HB Dudelange        | Izmir BSB SK         | HC Holon              | RK Dinamo Pančevo      |
| AC Diomidis Argous  | HC Dukla Prague      | Slovenj Gradec        | HC Linz AG             |
| RK Gračanica        | SSV Brixen           |                       |                        |

## Résultats

### Premier tour
Les trente clubs participants à ce tour sont répartis en deux chapeaux de même taille selon leur statut de tête de série ou non. Aucune autre restriction ne s'applique.
Les matchs aller se déroulent les 10 et 11 septembre 2022 et les matchs retour une semaine plus tard, les 17 et 18 septembre 2022.
| Équipe                | Aller   | Total   | Retour  | Équipe                 |
| --------------------- | ------- | ------- | ------- | ---------------------- |
| KH Kastrioti          | 22 - 36 | 44 - 72 | 22 - 36 | RK Gračanica           |
| HC Klaipėda Dragūnas  | 24 - 30 | 52 - 58 | 28 - 28 | RK Dinamo Pančevo      |
| HC Berchem            | 30 - 32 | 56 - 61 | 26 - 29 | JMS Hurry-Up           |
| AC Diomidis Argous    | 27 - 30 | 52 - 61 | 25 - 31 | HC Fivers Margareten   |
| Maccabi Rishon LeZion | 31 - 27 | 63 - 65 | 32 - 38 | Slovenj Gradec         |
| HC Dukla Prague       | 31 - 29 | 55 - 54 | 24 - 25 | RK Radnički Kragujevac |
| Handball Sassari      | 29 - 24 | 49 - 53 | 20 - 29 | SSV Brixen             |
| Izmir BSB SK          | 27 - 46 | 56 - 86 | 29 - 40 | HC Zubří               |
| ÍB Vestmannaeyja      | 41 - 35 | 74 - 67 | 33 - 32 | HC Holon               |
| AESH Pylaia           | 33 - 22 | 60 - 33 | 27 - 11 | APOEL                  |
| Spor Toto SK          | 25 - 26 | 52 - 50 | 27 - 24 | HB Dudelange           |
| TJ Sokol Nové Veselí  | 38 - 27 | 77 - 50 | 39 - 23 | HC Tallinn             |
| HC Linz AG            | 34 - 32 | 69 - 70 | 35 - 38 | RK Izviđač Ljubuški    |

### Deuxième tour
Les matchs aller se déroulent les 29 et 30 octobre 2021 et les matchs retour une semaine plus tard, les 5 et 6 novembre 2022.
| Équipe                | Aller   | Total   | Retour  | Équipe                      |
| --------------------- | ------- | ------- | ------- | --------------------------- |
| SSV Brixen            | 23 - 31 | 50 - 75 | 27 - 44 | Vojvodina Novi Sad          |
| Helsinki IFK          | 28 - 27 | 60 - 62 | 32 - 35 | KH Besa Famgas              |
| ØIF Arendal (en)      | 34 - 20 | 70 - 46 | 36 - 26 | HC Zubří                    |
| Handball Esch         | 31 - 36 | 63 - 66 | 32 - 30 | HC Dukla Prague             |
| ZRHK Tenax Dobele     | 31 - 28 | 56 - 57 | 25 - 29 | Talent MAT Plzeň            |
| Põlva Serviti         | 27 - 26 | 60 - 54 | 33 - 28 | Viljandi HC                 |
| MRK Sesvete           | 29 - 24 | 56 - 45 | 27 - 21 | PAOK                        |
| Junior Fasano         | 32 - 33 | 64 - 59 | 32 - 26 | Hapoel Ashdod               |
| HC Donbass Donetsk    | 28 - 36 | 48 - 81 | 20 - 45 | ÍB Vestmannaeyja            |
| Olympiakos Le Pirée   | 34 - 24 | 61 - 43 | 27 - 19 | RK Sloboda Tuzla            |
| VHC Šviesa            | 28 - 31 | 50 - 65 | 22 - 34 | Red Boys Differdange        |
| H71 Tórshavn          | 21 - 27 | 51 – 62 | 30 – 35 | Partizan Belgrade           |
| Nærbø IL              | 29 – 28 | 58 – 55 | 29 – 27 | Slovenj Gradec              |
| Gorenje Velenje       | 33 – 30 | 59 – 55 | 26 – 25 | Bregenz Handball            |
| Beykoz Belediyesi GSK | 28 – 32 | 49 – 78 | 21 – 46 | Alingsås HK                 |
| UHK Krems             | 34 – 25 | 68 – 55 | 34 – 30 | AESH Pylaia                 |
| HC Fivers Margareten  | 29 – 30 | 59 – 56 | 30 – 26 | KA Akureyri                 |
| KH Rahoveci           | 29 – 33 | 58 – 65 | 29 – 32 | HC Baník Karviná            |
| Runar Sandefjord      | 32 – 21 | 63 – 52 | 31 – 31 | RK Lovćen Cetinje           |
| RD Ribnica            | 32 – 21 | 68 – 49 | 28 – 30 | RK Borac Banja Luka         |
| MŠK Považská Bystrica | 34 – 25 | 66 – 61 | 32 – 36 | RK Izviđač Ljubuški         |
| HC Visé BM            | 38 – 21 | 62 – 40 | 24 – 19 | Parnassos Strovolou         |
| Granitas Kaunas       | 21 – 31 | 46 – 58 | 25 – 27 | Beşiktaş JK                 |
| Pfadi Winterthur      | 34 – 30 | 58 – 61 | 24 – 31 | HC Ramat HaSharon           |
| AEK Athènes           | 35 – 30 | 60 – 47 | 25 – 17 | JMS Hurry-Up                |
| Limburg Lions         | 39 – 17 | 78 – 36 | 39 – 19 | Lokomotiv Gorna Oryahovitsa |
| BK-46 Karis           | 37 – 20 | 80 – 43 | 43 – 23 | Spor Toto SK                |
| HV KRAS/Volendam      | 27 – 31 | 52 – 54 | 25 – 23 | Wacker Thoune               |
| HRK Gorica            | 27 – 25 | 55 – 51 | 28 – 26 | TJ Sokol Nové Veselí        |
| RK Dinamo Pančevo     | 32 – 22 | 59 – 52 | 27 – 30 | ASD Conversano              |
| RK Gračanica          | 33 – 17 | 70 – 45 | 37 – 28 | HC Bakou                    |
| Anorthosis Famagouste | 26 – 22 | 62 – 50 | 36 – 28 | Haukar Hafnarfjörður        |

### Troisième tour
Les matchs aller se déroulent les 3 et 4 décembre 2022 et les matchs retour une semaine plus tard, les 10 et 11 décembre 2022 :
| Équipe                | Aller   | Total   | Retour  | Équipe               |
| --------------------- | ------- | ------- | ------- | -------------------- |
| MRK Sesvete           | 31 – 23 | 59 – 50 | 28 – 27 | KH Besa Famgas       |
| RK Dinamo Pančevo     | 30 – 28 | 61 – 55 | 31 – 27 | Beşiktaş JK          |
| ÍB Vestmannaeyja      | 34 – 33 | 59 – 65 | 25 – 32 | HC Dukla Prague      |
| Runar Sandefjord      | 41 – 30 | 76 – 66 | 35 – 36 | Põlva Serviti        |
| Talent MAT Plzeň      | 28 – 39 | 61 – 73 | 33 – 34 | HC Ramat HaSharon    |
| UHK Krems             | 27 – 29 | 27 – 39 | 0 – 10  | Vojvodina Novi Sad   |
| AEK Athènes           | 32 – 27 | 56 – 58 | 24 – 31 | Alingsås HK          |
| HC Baník Karviná      | 22 – 18 | 55 – 45 | 33 – 27 | RK Gračanica         |
| HC Visé BM            | 24 – 31 | 54 – 60 | 30 – 29 | ØIF Arendal (en)     |
| Gorenje Velenje       | 28 – 20 | 55 – 49 | 27 – 29 | Partizan Belgrade    |
| Limburg Lions         | 25 – 35 | 60 – 62 | 35 – 27 | Junior Fasano        |
| Anorthosis Famagouste | 23 – 20 | 48 – 46 | 25 – 26 | Red Boys Differdange |
| HC Fivers Margareten  | 33 – 35 | 61 – 65 | 28 – 30 | RD Ribnica           |
| MŠK Považská Bystrica | 29 – 24 | 57 – 48 | 28 – 24 | HRK Gorica           |
| Wacker Thoune         | 24 – 22 | 48 – 41 | 24 – 19 | Olympiakos Le Pirée  |
| BK-46 Karis           | 28 – 26 | 55 – 61 | 27 – 35 | Nærbø IL             |

Lors du match aller entre l'UHK Krems et Vojvodina Novi Sad, des émeutes avec des spectateurs, qui avaient voyagé de Novi Sad à Krems, ont conduit à interrompre le match pendant environ 10 minutes en première mi-temps avant qu'il reprenne et se terminé sans autre interruption. En conséquence, le club autrichien a annoncé ne pas vouloir aller en Serbie pour disputer son match retour pour motif de sécurité et la Fédération européenne de handball a dans un premier temps statué sur un report du match. Finalement, outre des sanctions contre le Vojvodina Novi Sad, la Fédération européenne de handball a statué que le match retour a été considéré comme perdu 10-0 par l'UHK Krems, induisant la qualification du Vojvodina Novi Sad.

### Huitièmes de finale
Les matchs aller se déroulent les 11 et 12 février 2023 et les matchs retour une semaine plus tard, les 18 et 19 février 2023 :
| Équipe                | Aller   | Total   | Retour  | Équipe            |
| --------------------- | ------- | ------- | ------- | ----------------- |
| Anorthosis Famagouste | 26 – 31 | 47 – 58 | 21 – 27 | Gorenje Velenje   |
| HC Dukla Prague       | 28 – 26 | 68 – 64 | 40 – 38 | Wacker Thoune     |
| Junior Fasano         | 34 – 35 | 56 – 70 | 22 – 35 | MRK Sesvete       |
| MŠK Považská Bystrica | 34 – 35 | 58 – 70 | 24 – 35 | Nærbø IL          |
| HC Ramat HaSharon     | 21 – 31 | 52 – 69 | 31 – 38 | Alingsås HK       |
| HC Baník Karviná      | 30 – 22 | 56 – 53 | 26 – 31 | RK Dinamo Pančevo |
| Runar Sandefjord      | 38 – 29 | 70 – 63 | 32 – 34 | RD Ribnica        |
| Vojvodina Novi Sad    | 42 – 29 | 75 – 66 | 33 – 37 | ØIF Arendal (en)  |

### Quarts de finale
Le tirage au sort des quarts de finale est intégral : les huit équipes qualifiées sont placées dans un même pot et aucune restriction ne s'applique. Les demi-finales sont tirées au sort lors du même événement.
Les matchs aller se déroulent les 18 et 19 mars 2023 et les matchs retour une semaine plus tard, les 25 et 26 mars 2023 :
| Équipe             | Aller   | Total   | Retour  | Équipe           |
| ------------------ | ------- | ------- | ------- | ---------------- |
| MRK Sesvete        | 20 - 26 | 50 - 55 | 30 - 29 | Nærbø IL         |
| HC Baník Karviná   | 31 - 34 | 56 - 62 | 25 - 28 | Runar Sandefjord |
| Alingsås HK        | 39 - 33 | 66 - 57 | 27 - 24 | HC Dukla Prague  |
| Vojvodina Novi Sad | 31 - 26 | 61 - 56 | 30 - 26 | Gorenje Velenje  |

### Demi-finales
Les matchs aller se déroulent les 15 et 16 avril 2023 et les matchs retour une semaine plus tard, les 22 et 24 avril 2023 :
| Équipe           | Aller   | Total   | Retour  | Équipe             |
| ---------------- | ------- | ------- | ------- | ------------------ |
| Runar Sandefjord | 27 - 29 | 63 - 65 | 36 - 36 | Nærbø IL           |
| Alingsås HK      | 25 - 24 | 49 - 56 | 24 - 32 | Vojvodina Novi Sad |

### Finale
Le match aller se déroule le 28 mai et le match retour une semaine plus tard, le 3 juin :
| Équipe             | Aller   | Total   | Retour  | Équipe   |
| ------------------ | ------- | ------- | ------- | -------- |
| Vojvodina Novi Sad | 30 – 23 | 55 – 46 | 25 – 23 | Nærbø IL |